# Miloš Trifunović
Miloš Trifunović (srbsky: Милош Трифуновић; 30. října 1871 Užice – 19. února 1957 Bělehrad) byl jugoslávský politik srbské národnosti. V roce 1943 byl krátce předseda jugoslávské exilové vlády. Několikrát byl ministrem školství (1917–1918, 1922–1924, 1941–1943), zastával též posty ministra výstavby (1924) a ministra náboženství (1924–1926). Byl představitelem Národní radikální strany.

## Život
Vystudoval filozofickou fakultu Bělehradské univerzity. Poté se stal učitelem na gymnáziu v Užici. Profesi opustil, když se v roce 1903 stal poslancem parlamentu Srbského království. Na sklonku jeho existence se prvně dostal do vlády, tehdy však působil v exilovém kabinetu na Korfu. Po vzniku Jugoslávie se do funkce ministra školství dvakrát vrátil a měl možnost více prosadit své představy o reformě: zasadil se o zvýšení počtu základních škol v zemi a prodloužení povinné školní docházky ze čtyř na osm let. Během druhého mandátu, v roce 1926, zavedl celostátní učební osnovy pro střední školy, které se ovšem dočkaly značné kritiky učitelů.
Dne 6. ledna 1929 král Alexandr zrušil ústavu a nastolil královskou diktaturu. Trifunović jako předseda Národní radikální strany to silně kritizoval. Po dvou letech král vytvořil novou ústavu a byla vytvořena nová hegemonní strana s názvem Jugoslávská radikální rolnická demokracie (později Jugoslávská národní strana), a přestože se někteří veteráni radikální strany rozhodli do ní vstoupit, Trifunović tak neučinil a zůstal v opozici vůči novému režimu. Po zatčení jiného opozičního vůdce, Vladko Mačka z Chorvatské rolnické strany, se Trifunović podílel na jednotném manifestu všech opozičních sil, byť Trifunović prosadil, aby v prohlášení nebyl zmíněn přímo Maček. Prohlášení žádalo obnovu občanských svobod, skutečný parlamentarismus a reformu ústavního pořádku.
V roce 1943 se postavil do čela exilové vlády. Trifunovićův kabinet se snažil významně podpořit nacionalistický odboj četniků. Dne 14. července úřadující ministr armády, námořnictva a letectva Petar Živković vypracoval plány na vytvoření exilové armády o síle přibližně 100 000 vojáků. Předpokládalo se, že Spojenci budou udržovat a zásobovat tuto armádu, která se vylodí v Dalmácii a bude bojovat po boku četniků proti Italům a Němcům. Spojenci však plán odmítli. Kvůli neustálému hašteření mezi srbskými a chorvatskými členy kabinetu Trifunović 10. srpna 1943 rezignoval.
Na rozdíl od některých jiných exilových politiků se Trifunović v roce 1945 vrátil do Jugoslávie, ačkoli bylo jasné, že v zemi budou dominovat komunisté, které za války nakonec upřednostnili i západní spojenci. Spolu s předsedou Demokratické strany Milanem Grolem plánoval vytvořit společnou kandidátku a postavit se Svazu komunistů Jugoslávie v parlamentních volbách v listopadu 1945. V srpnu téhož roku Grol – který byl místopředsedou vlády – rezignoval na protest proti nedemokratickým krokům komunistického režimu. On i Trifunović se nakonec rozhodli volby bojkotovat. 
V prosinci 1946 byl Trifunović postaven před soud za údajné poskytování vojenských a jiných informací americkému velvyslanectví v Bělehradě. Trifunović byl shledán vinným a odsouzen k osmi letům vězení. Propuštěn byl po odpykání dvou a půl roku.